# Ruta Estatal de Nevada 535
La Ruta Estatal de Nevada 535, y abreviada SR 535 (en inglés: Nevada State Route 535) es una carretera estatal estadounidense ubicada en el estado de Nevada. La carretera inicia en el Oeste desde la I 80     en Elko hacia el Este en la Idaho Street en Elko. La carretera tiene una longitud de 2,9 km (1.827 mi).

## Mantenimiento
Al igual que las autopistas interestatales, y las rutas federales y el resto de carreteras estatales, la Ruta Estatal de Nevada 535 es administrada y mantenida por el Departamento de Transporte de Nevada por sus siglas en inglés Nevada DOT.